# غاريث أوين (لاعب اتحاد الرغبي)
غاريث أوين (بالإنجليزية: Gareth Owen)‏ هو لاعب اتحاد الرغبي بريطاني، ولد في 5 نوفمبر 1988 في بريدجند ‏ في المملكة المتحدة.

## روابط خارجية
- غاريث أوين على موقع اتحاد ألعاب الكومنولث (مؤرشف) (الإنجليزية)